# Горења вас (Канал об Сочи)
Горења вас (словен. Gorenja vas, итал. Goregna di Canale) је насељено место у општини Канал об Сочи, Горишка регија, Словенија.

## Историја
До територијалне реорганизације у Словенији била је у саставу старе општине Нова Горица.

## Становништво
У попису становништва из 2011. године, Горења вас је имала 157 становника.
| Број становника према пописима | Број становника према пописима | Број становника према пописима |
| ------------------------------ | ------------------------------ | ------------------------------ |
| 1991                           | 2002                           | 2011                           |
| 216                            | 224                            | 157                            |

Напомена: Године 2007. смањен за делове насеља од којих су настала нова самостална насеља Јесен, Крстеница, Равна и Чолница. Исте године извршена је мала размена територије између насеља Горења вас и Лиг.